# Hemionitis discolor
Hemionitis discolor là một loài dương xỉ trong họ Pteridaceae. Loài này được Schkuhr mô tả khoa học đầu tiên năm 1806.
Danh pháp khoa học của loài này chưa được làm sáng tỏ. 